# Kurt Volk
Kurt Volk (* 19. September 1919 in Basel; † 26. Juli 1993 ebenda) war ein Schweizer Maler und Glasmaler.

## Leben

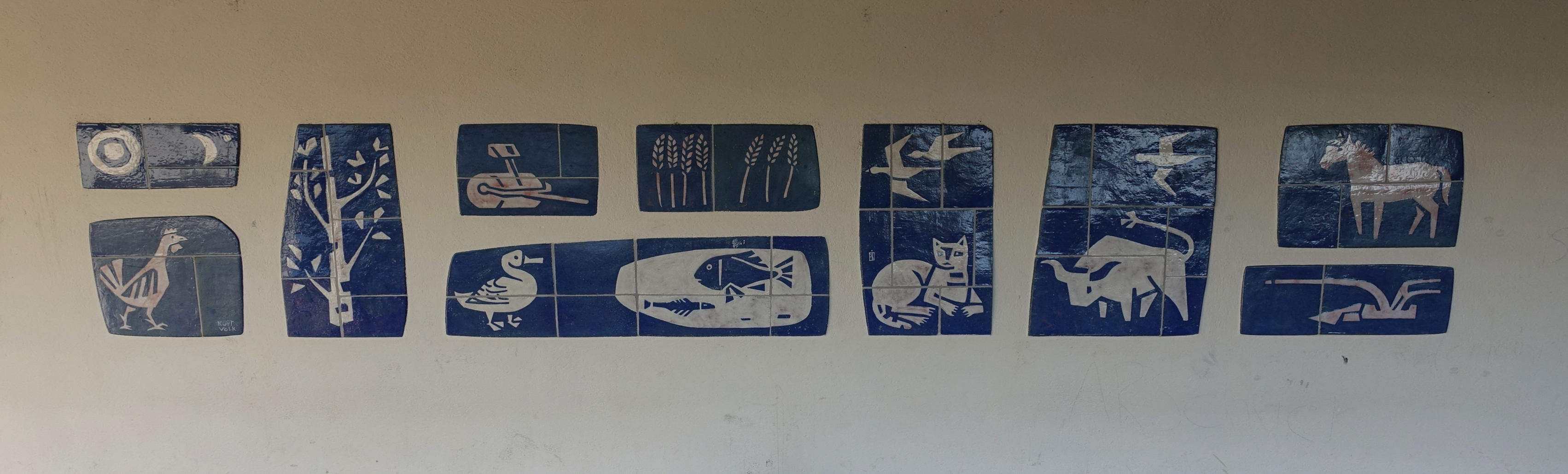
Majolika, 1948, Primarschule Niederholz, Riehen

Kurt Volk wurde als jüngstes von sieben Kindern geboren. Seine Mutter Christina Volk-Bizer war Herrschaftsköchin in einem Herrschaftssitz im Gellertquartier. Der Vater Gotthold Volk war Stallmeister eines Herrschaftssitzes im selben Quartier.
Volk durchlief seine Erstausbildung zum Flachmaler in Basel. Die zweite Ausbildung mit vierjährigem Basler Kunststipendium erhielt er an der Kunstgewerbeschule Basel bei Arnold Fiechter, Theo Eble und Walter Bodmer. Praktische Lehrjahre in Glasmalerei verbrachte er bei Charles Hindenlang, Basel.
Seine Werke wurden gezeigt in Einzel- und Gruppenausstellungen. Volk war Gewinner verschiedener Wettbewerbe des Kunstkredits Basel-Stadt. Er verstarb 1993 in Basel.

## Werke (Auswahl)
Öffentliche Werke
- Fresken im Hochhaus Kannenfeld (Basel)
- Majolikawand im Niederholzschulhaus Riehen
- Glaskompositionen
  - in Basel:
    - Basler Jugendheim
    - Spitalschwestern-Schule
    - Augenklinik
    - Volksschule Hirzbrunnen
    - Rheinschiffahrtsamt

  - Friedhof Allschwil
  - Reformierte Kirche Bottmingen
- Gestaltung der Pro-Patria-Briefmarke 1971[1]

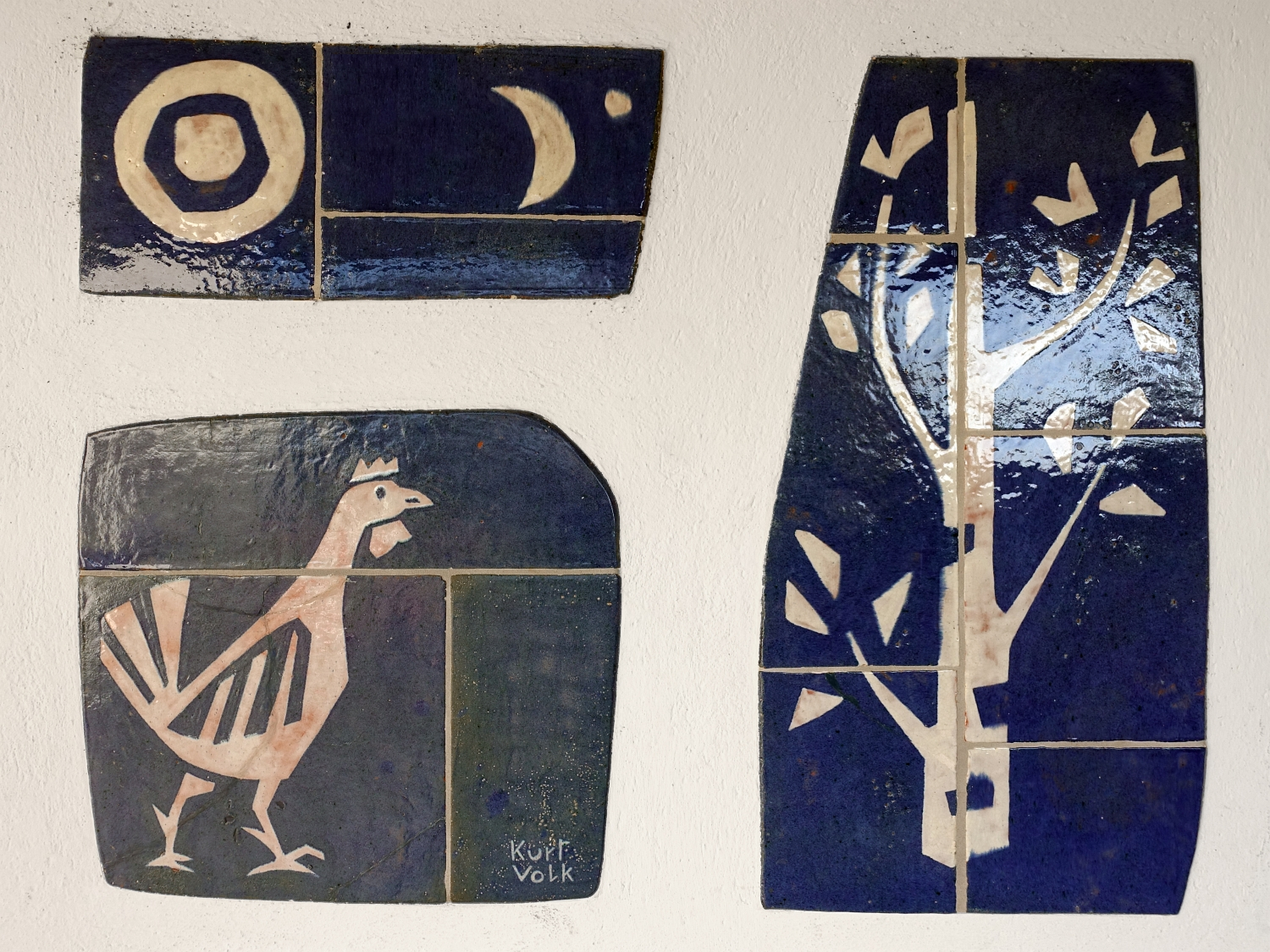
Majolika, 1948, Primarschule Niederholz, Riehen
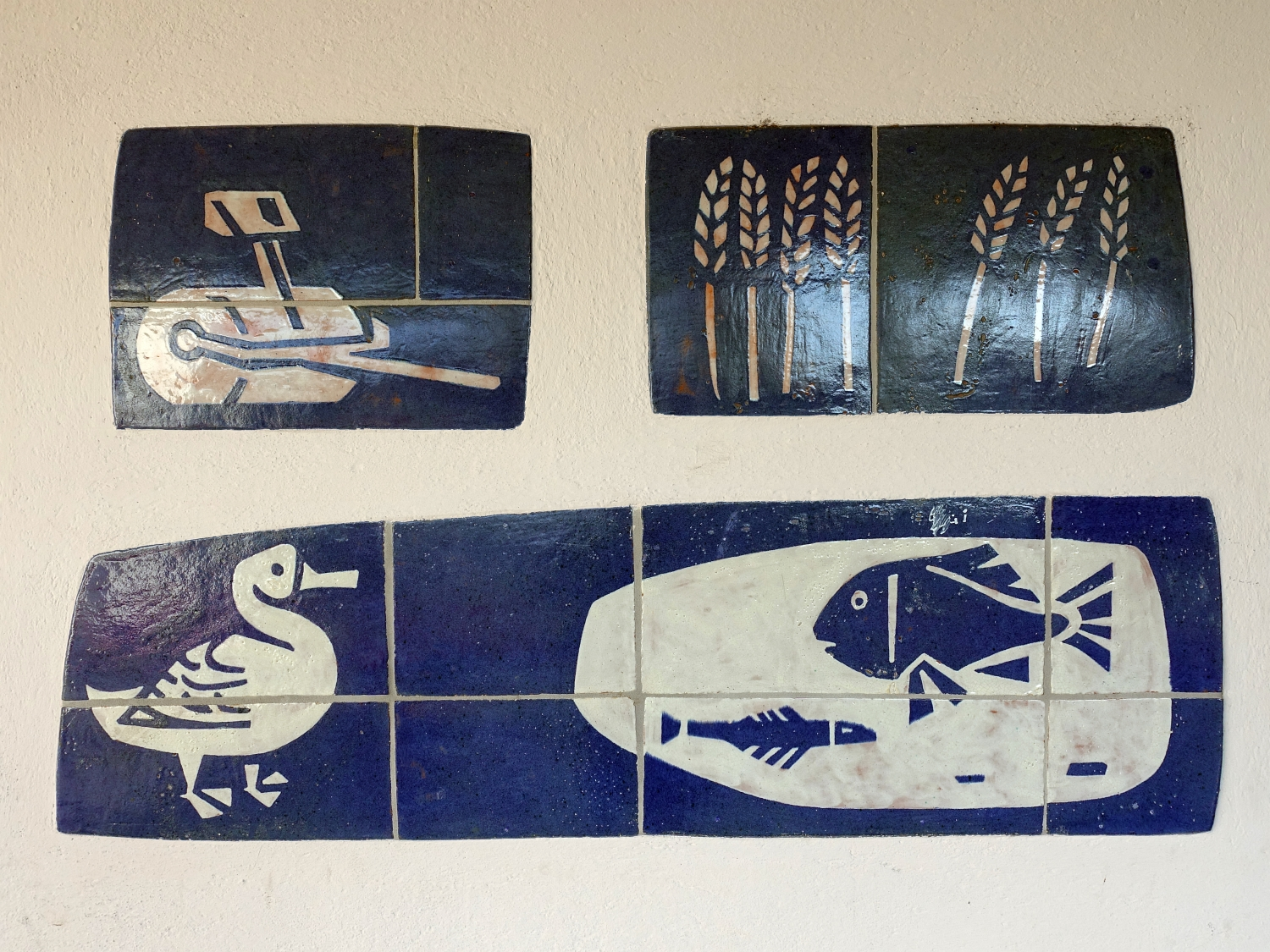
Majolika, 1948, Primarschule Niederholz, Riehen
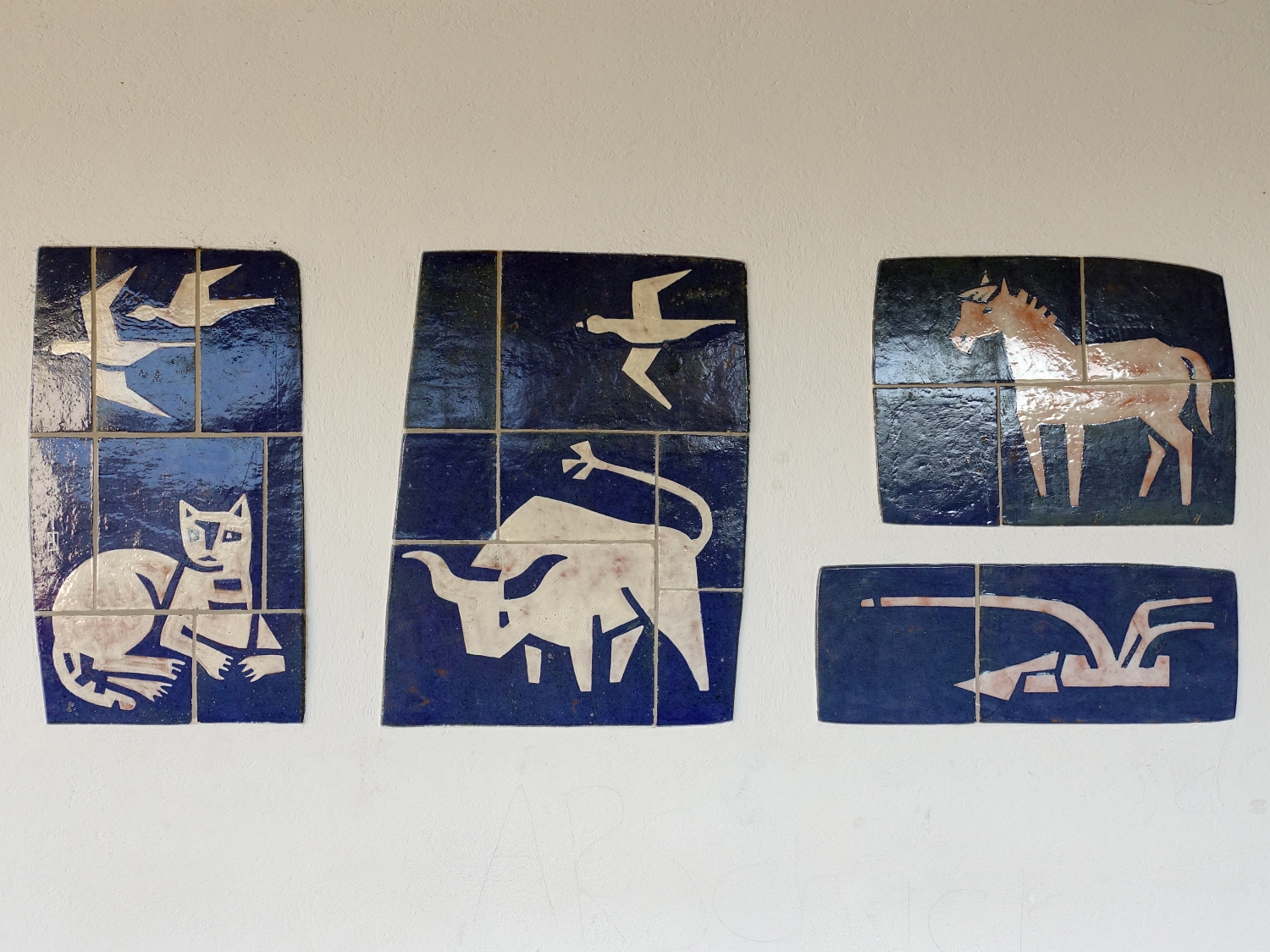
Majolika, 1948, Primarschule Niederholz, Riehen